# نیو هووپ (میسیسیپی)
نیو هووپ (به انگلیسی: New Hope) مکانی در ایالت میسیسیپی کشور ایالات متحده آمریکا است که جمعیت آن در سرشماری سال ۲۰۱۰ میلادی، ۳٬۱۹۳
نفر بوده‌است.